# Арчешти Кот (Олт)
Арчешти Кот (рум. Arcești Cot) насеље је у Румунији у округу Олт у општини Плешоју. Oпштина се налази на надморској висини од 130 m.

## Становништво
Према подацима из 2002. године у насељу је живело 727 становника.

### Попис2002.
| Расподела становништва по националности 2002.‍ | Расподела становништва по националности 2002.‍ | Расподела становништва по националности 2002.‍ | Расподела становништва по националности 2002.‍ | Расподела становништва по националности 2002.‍ |
| --------------------------------------------- | --------------------------------------------- | --------------------------------------------- | --------------------------------------------- | --------------------------------------------- |
|                                               |                                               |                                               |                                               |                                               |
| Румуни                                        | Румуни                                        |                                               | 716                                           | 98,5%                                         |
| Роми                                          | Роми                                          |                                               | 11                                            | 1,5%                                          |